# Tomáš Poštulka
Tomáš Poštulka (* 2. února 1974, Praha) je bývalý český profesionální fotbalista, brankář. Je spojen především s klubem Sparta Praha (odchovanec), se kterým získal 6 titulů mistra ligy. Mimo jiné získal 3x národní pohár (Hradec Králové, FK Teplice, Sparta Praha) a je členem Klubu ligových brankářů (brankáři, kteří získali více než 100 čistých kont). Je synem Jana Poštulky.

## Klubové statistiky
Aktuální k 13. únoru 2008
| Sezona | Klub                      | Země      | Soutěž  | Zápasy | Góly |
| ------ | ------------------------- | --------- | ------- | ------ | ---- |
| 91/92  | Carmen Alajuela           | Kostarika | 1. liga | ?      | ?    |
| 92/93  | FC Dukla Praha            | Česko     | 1. liga | 0      | 0    |
| 93/94  | FC Dukla Praha            | Česko     | 1. liga | 14     | 0    |
| 93/94  | FC Petra Drnovice (host.) | Česko     | 1. liga | ?      | ?    |
| 94/95  | SK Hradec Králové         | Česko     | 1. liga | 23     | 0    |
| 95/96  | SK Hradec Králové         | Česko     | 1. liga | 14     | 0    |
| 96/97  | SK Hradec Králové         | Česko     | 1. liga | 15     | 0    |
| 96/97  | AC Sparta Praha           | Česko     | 1. liga | 1      | 0    |
| 97/98  | AC Sparta Praha           | Česko     | 1. liga | 28     | 0    |
| 98/99  | AC Sparta Praha           | Česko     | 1. liga | 12     | 0    |
| 99/00  | AC Sparta Praha           | Česko     | 1. liga | 17     | 0    |
| 00/01  | AC Sparta Praha           | Česko     | 1. liga | 14     | 0    |
| 01/02  | FK Teplice                | Česko     | 1. liga | 23     | 0    |
| 02/03  | FK Teplice                | Česko     | 1. liga | 28     | 0    |
| 03/04  | FK Teplice                | Česko     | 1. liga | 24     | 0    |
| 04/05  | FK Teplice                | Česko     | 1. liga | 29     | 0    |
| 05/06  | FK Teplice                | Česko     | 1. liga | 30     | 0    |
| 06/07  | FK Teplice                | Česko     | 1. liga | 15     | 0    |
| 06/07  | AC Sparta Praha           | Česko     | 1. liga | 1      | 0    |
| 07/08  | AC Sparta Praha           | Česko     | 1. liga | 10     | 0    |
| 08/09  | FC Viktoria Plzeň         | Česko     | 1. liga | 2      | 0    |
|        | celkem                    |           |         | 291    | 0    |